# Adam Hawałej
Adam Hawałej (ur. w 1945 w Turce nad Stryjem) – fotoreporter prasowy i fotografik związany z Wrocławiem.
Wychował w Szczytnej koło Kłodzka. W roku 1966 rozpoczął pracę jako fotograf w urzędzie Konserwatora Zabytków we Wrocławiu. Od roku 1972 zatrudniony jako fotoreporter w Centralnej Agencji Fotograficznej, a następnie Polskiej Agencji Prasowej, z którą związany był do roku 2012. Fotografuje głównie wydarzenia kulturalne we Wrocławiu i na Dolnym Śląsku, Na koncie ma m.in. dokumentacje działalności teatru Laboratorium Jerzego Grotowskiego, Wrocławskiego Teatru Pantomimy, koncertów Międzynarodowego Festiwalu Wratislavia Cantans. Efektem tej jest album „Teatr Polski gra…”, wydany w roku 1996. Od roku 1986 do 2014 dokumentował fotografiami życie Tadeusza Różewicza. W roku 2011 wydał album „Różewicz” prezentujący efekty tej pracy. Interesuje się także problematyką osób z niepełnosprawnością, poświęcił im swoje dwa albumy: „Wrocław bez barier” (2006) i „15 lat przez Wrocław bez barier” (2008).
Za swoje osiągnięcia uhonorowany został m.in. odznaką „Zasłużony dla Polskiej Agencji Prasowej” w roku 2012 i Nagrodą im. Tadeusza Szweda przyznaną przez Dolnośląski Oddział Stowarzyszenia Dziennikarzy Polskich (2014).